# Tennis Masters Cup 2007
Tennis Masters Cup 2007, známý také jako Turnaj mistrů 2007, představoval závěrečný tenisový turnaj mužské profesionální sezóny 2007 pro osm nejvýše postavených mužů ve dvouhře a osm nejlepších párů ve čtyřhře na žebříčku ATP, pokud se podle pravidel účastníci nekvalifikovali jiným způsobem.
Turnaj se odehrával ve dnech 11. až 18. listopadu 2007 v čínské Šanghaji. Jako jediný byl řazen do kategorie ATP Tennis Masters Cup. Dějištěm konání se stal multifunkční stadion Čchi-čung, kde byl instalován dvorec s tvrdým povrchem.
Soutěž dvouhry vyhrál první hráč světa Roger Federer ze Švýcarska. Ve čtyřhře zvítězila bahamsko-kanadská dvojice Mark Knowles a Daniel Nestor.
Soutěže dvouhry se účastnilo osm tenistů, z nichž každý odehrál tři vzájemné zápasy v jedné ze dvou čtyřčlenných základních skupin A a B. První dva tenisté z každé skupiny postoupili do semifinále, které bylo hráno vyřazovacím systémem pavouka. První ze skupiny A se utkal s druhým ze skupiny B a naopak. Vítězové semifinále pak nastoupili k finálovému duelu.
Soutěž čtyřhry kopírovala formát dvouhry.

## Přehled finále

### Mužská dvouhra
- Roger Federer vs.  David Ferrer 6–2, 6–3, 6–2

Federer vyhrál čtvrtý titul na Turnaji mistrů, osmý v probíhající sezóně a získal padesátý čtvrtý kariérní trofej z dvouhry na okruhu ATP.

### Mužská čtyřhra
- Mark Knowles /  Daniel Nestor vs.  Simon Aspelin /  Julian Knowle 6–2, 6–3